# Перттиля, Вальфрид Матвеевич
Вальфрид Матвеевич Перттиля (фин. Valfrid Perttilä; 23 сентября 1878, Исокюрё, Вазасская губерния, Великое княжество Финляндское — 17 августа 1953, Кондопога, СССР) — финляндский и советский партийный и государственный деятель, председатель Верховного совета рабочих Финляндии.

## Биография
Родился 23 сентября 1878 года в Исокюрё, в Вазаской губернии в Великом княжестве Финляндском. Отец — батрак.
В 1893 году работал на заводах в Гельсингфорсе. В 1899 году вступил в Финляндскую социал-демократическую партию.
С 1900 года работал плотником на британских пароходах.
С 1903 г. рабочий в Хельсинки, секретарь хельсинкской социал-демократической организации.
В 1905 г. член Центрального стачечного комитета по проведению всеобщей забастовки и Хельсинкского отряда Красной Гвардии.
С 1906 г. — секретарь Нюландской окружной социал-демократической организации.
С 1907 по 1917 г. — депутат финляндского парламента.
В 1910 г. — секретарь Финляндского союза транспортных рабочих.
Участник учредительного съезда Компартии Финляндии.
В 1918 г. — председатель Верховного совета рабочих Финляндии — высшего органа красной Финляндии.
Эмигрировал в СССР, с 1918 г. работал в издательствах «Кирья» и газете «Вапаус» («Свобода») в г. Ленинграде. Вступил в ВКП(б).
Персональный пенсионер Карело-Финской ССР. После войны жил в Кондопоге. Умер 17 августа 1953 г.

## Семья
- Жена обвинена в шпионаже, незаконно репрессирована, расстреляна 20 декабря 1937 г.
- Сын — Мауно Вольфридович, помощник командира сторожевого корабля «Циклон» Краснознаменного Балтийского флота, репрессирован и расстрелян 18 января 1938 г.
- Дочь — Сиркка Лехто[1]